# Dónde vamos a vivir. Mujeres contra el desahucio
Dónde vamos a vivir. Mujeres contra el desahucio es un documental español de 2024 dirigido por la periodista y documentalista española Georgina Cisquella rodado en Madrid a causa del problema de la vivienda en España y sus consecuencias. 

## Argumento
se centra en el papel de las mujeres para hacer frente a los numerosos desahucios. El documental sigue las historias de estas mujeres y su trabajo en los movimientos sociales para luchar por el derecho a una vivienda digna, denunciando la consecuencia de la crisis hipotecaria y el aumento abusivo de los alquileres y el control del mercado de los fondos buitre.
Las protagonistas relatan en primera persona las situaciones a las que se han tenido que enfrentar, el papel de los bancos, de la Sareb y de las instituciones y empresas mediadoras.

## Producción
El documental fue rodado en Madrid. La directora asistió durante tres años a asambleas y plataformas de vivienda donde conoció a quienes protagonizan la película.

## Contexto

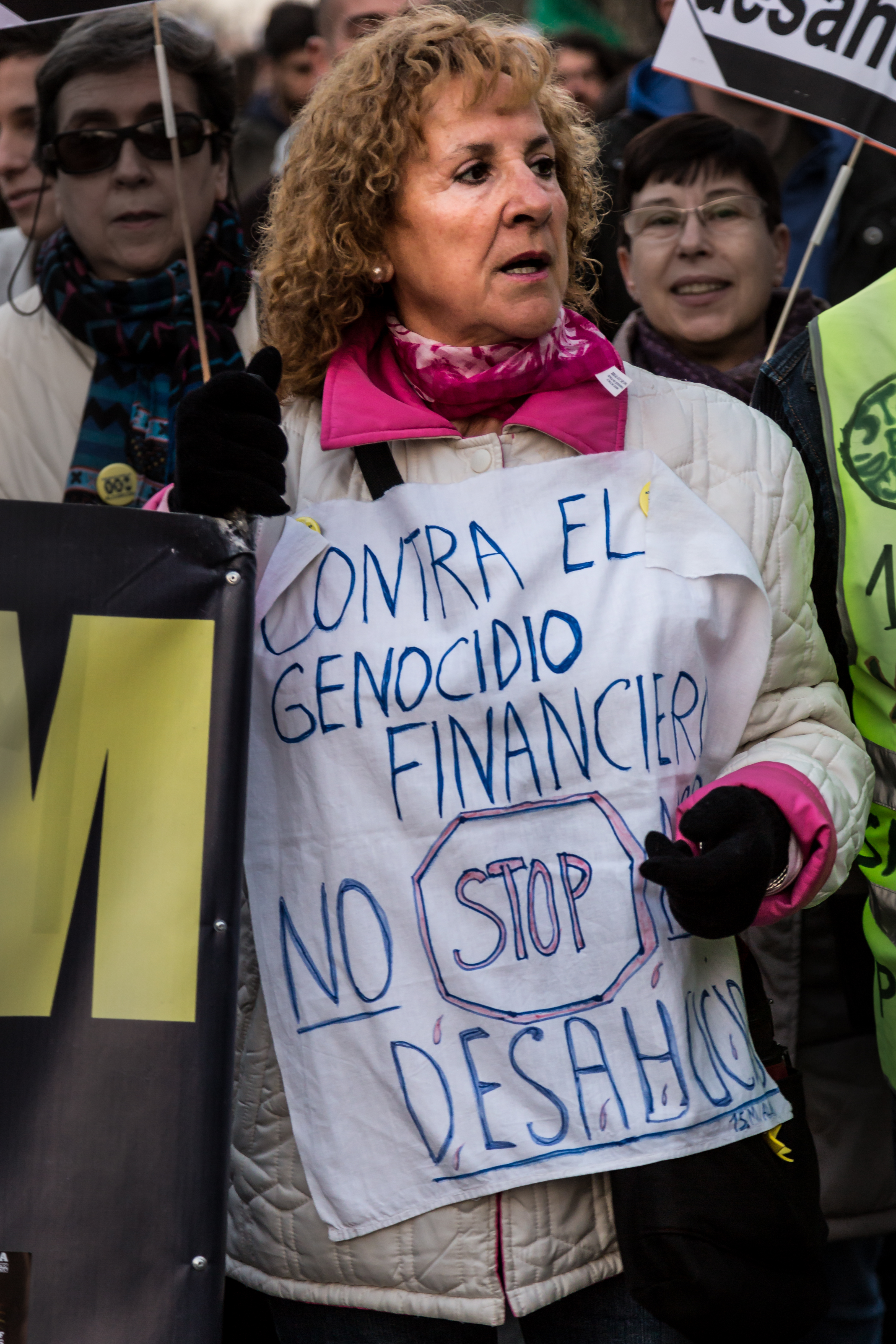
Manifestación en Madrid contra los desahucios en 2013

La directora del documental, Georgina Cisquella, ha señalado sobre el foco en las mujeres:
«El problema de la vivienda es muy grave para miles de familias en general, pero es especialmente duro y penoso para las mujeres vulnerables en particular. Mucha gente se cree que los desahucios han desaparecido porque algunos agitan el fantasma de las ocupaciones y se olvidan de que la burbuja del alquiler ha sucedido a la de la crisis hipotecaria, que los fondos buitre han invadido el mercado, y que España está a la cola de Europa en vivienda social”.
“Durante el rodaje constaté que las mujeres siempre están en primera línea, en la puerta de un desahucio y en la defensa del derecho a la vivienda. Ellas son las protagonistas de nuestra película. Más de una década reclamando políticas efectivas para conseguir que la vivienda sea un derecho, tal como reconoce la Constitución Española, y no una mercancía para especular».

## Estreno
Dónde vamos a vivir. Mujeres contra el desahucio se estrenó en Madrid, en los cines Embajadores y en el Teatro del Barrio en abril de 2024 y se ha exhibido en diversos festivales, entre ellos el Festival Internacional de Cine de Gijón.